# Tenone e mortasa

Incastro a tenone (a destra) e mortasa (a sinistra)

Altro esempio di incastro a tenone (1) e mortasa (2)

Tenone e mortasa, in falegnameria e nell'edilizia in legno strutturaleindica un tipo di giunzione a incastro composta da un elemento maschio detto "tenone" e dall'alloggio femmina corrispondente detto "mortasa"
Il metodo è stato utilizzato per migliaia di anni dai falegnami di tutto il mondo per unire pezzi di legno, soprattutto quando questi formano un angolo di 90 gradi. La giunzione può essere incollata oppure fissata con cavicchi (paletti passanti) o chiodi per bloccarla in posizione.
Questo tipo di incastro può essere usato anche con altri materiali oltre al legno, ad esempio è un metodo tradizionale usato da scalpellini e fabbri.

## Caratteristiche
Un esempio dell'accoppiamento tenone-mortasa lo troviamo nella sedia classica in legno:
- nei montanti verticali che costituiscono le gambe e il dorso sono praticati i fori a mortasa;
- le traverse orizzontali che legano la struttura sono dotate di tenoni.

Normalmente la dimensione trasversale del tenone è di 1/3 dello spessore del pezzo in lavorazione. La lunghezza deve corrispondere alla profondità della mortasa, leggermente diminuita.
In alcune produzioni industriali questo tipo di accoppiamento viene spesso sostituito da quello realizzato con cavicchi (spine in legno che si incastrano su fori in entrambe le parti da accoppiare). Rispetto all'uso dei cavicchi la tenuta dell'accoppiamento tenone-mortasa può essere nettamente superiore: sedie e mobili possono risultare strutturalmente sani e rigidi anche dopo molto tempo.
Il tenone può avere forma quadrata o rettangolare e le due estremità arrotondate. La mortasa può essere passante o meno, ha sezione generalmente quadrata o rettangolare e viene realizzata su un pezzo di legno o metallo. La lavorazione può essere eseguita con una macchina chiamata bedanatrice, oppure manualmente, utilizzando scalpello e martello.